# Бадри 313
Батальон «Бадри 313» (пушту د بدري ۳۱۳ ځانګړي کمونډو واحد‎) — элитное подразделение специального назначения Талибана и вооружённых сил Исламского Эмирата Афганистан, одно из двух спецподразделений наряду с Красным отрядом. Батальон имеет непосредственное отношение к группировке «Сеть Хаккани», которая отвечала за подготовку бойцов отряда. Батальон участвовал в захвате талибами власти в Афганистане в августе 2021 года, сыграв ключевую роль в завершении наступления талибов. С июля 2021 года Талибан осуществляет пропаганду деятельности батальона на английском и французском языках, а также языках коренных народов Афганистана. Штабом батальона является военная академия «Саладин Айюби».
Название батальона дано в честь 313 сподвижников пророка Мухаммеда, участвовавших в битве при Бадре 13 марта 624 года, в которой войска Мухаммеда нанесли поражение курайшитам.

## История
Подготовку личного состава и командования Талибана организовала сеть Хаккани: её элитные спецподразделения назывались «Армией Бадри» и идеологически были близки ко взглядам «Аль-Каиды». Бойцы «Армии Бадра» организовывали атаки смертников и наступления на позиции афганских вооружённых сил и их иностранных союзников. О батальоне Бадри 313 стало известно ближе к концу кампании «Талибана»: так, в 2018 году они атаковали здание британской ЧВК G4S в Кабуле в ноябре 2018 года. Батальон участвовал в захвате Кабула в августе 2021 года: «Талибан» сообщал, что батальон захватил президентский дворец Арг и ряд важнейших объектов в столице, а также обеспечивал безопасность в международном аэропорту имени Хамида Карзая.

## Снаряжение
Батальон Бадри 313 использует преимущественно трофейное снаряжение вооружённых сил Исламской Республики Афганистан и Армии США, захваченное в ходе кампании 2001—2021 годов и в том числе во время штурма Кабула. На вооружении батальона состоят американские автоматы M4 и пистолеты в качестве личного оружия; в качестве снаряжения используются американские камуфляжные костюмы, боевые шлемы, бронежилеты и приборы ночного видения, а также джипы типа Humvee. Однако точных данных о том, какую долю вооружения батальона составляет захваченное в августе 2021 года снаряжение, не приводится.